# Mary Blair
Mary Blair, född 21 oktober 1911 i McAlester, Oklahoma, död 26 juli 1978 i Soquel, Kalifornien, var en amerikansk konstnär mest känd för sitt arbete för Walt Disney Company. Hon skapade konceptkonst för filmer som Alice i Underlandet och Peter Pan.